# DOVETT-Diode
Die DOVETT-Diode (englisch double velocity transit-time diode) ist ein Hochfrequenz-Halbleiter-Bauelement der Mikroelektronik, das als Diode zu den elektronischen Bauelementen gehört. Ein verwandtes Bauteil ist die BARITT-Diode. Der einzige Unterschied besteht darin, dass die Geschwindigkeit der Ladungsträger nahe dem Injektionskontakt signifikant kleiner ist als am Kollektorkontakt.